# Heilige Nicolaaskerk (Muiden)
De Heilige Nicolaaskerk in Muiden is een Rooms-katholieke kerk aan de Herengracht 83 in de gemeente Gooise Meren en is een rijksmonument.

## Geschiedenis
Deze kerk is gewijd aan de heilige Nicolaas van Myra die de beschermheilige is van de vissers en zeelieden. Hij is ontworpen door de architect van Rijkswaterstaat T.J. Sluys en is een zogeheten waterstaatskerk. In 1822 werd gestart met de bouw aan de Herenstraat. In een latere fase werd aan de achterkant van de kerk een priesterkoor toegevoegd.

## Exterieur
De voorkant van de kerk is eenvoudig uitgevoerd met een ingang voorzien van twee Griekse zuilen met daarboven een fronton, de daklijsten zijn uitgevoerd met een fries. Het geheel is opgetrokken uit eenvoudig witgepleisterde steen, met op de hoekpunten van het gebouw uitstekende gevelstenen. Bovenop het gebouw is een slanke eenvoudige toren met een luidklok en vier nissen. De bouwstijl is neo-classicitisch te noemen.

## Huidig gebruik
Na een gestage afnemen van het aantal kerkgangers is de Heilige Nicolaasparochie gefuseerd op 1 januari 2012 met de Heilige Laurentiusparochie uit Weesp en verder gegaan als de Parochie van Levend Water.

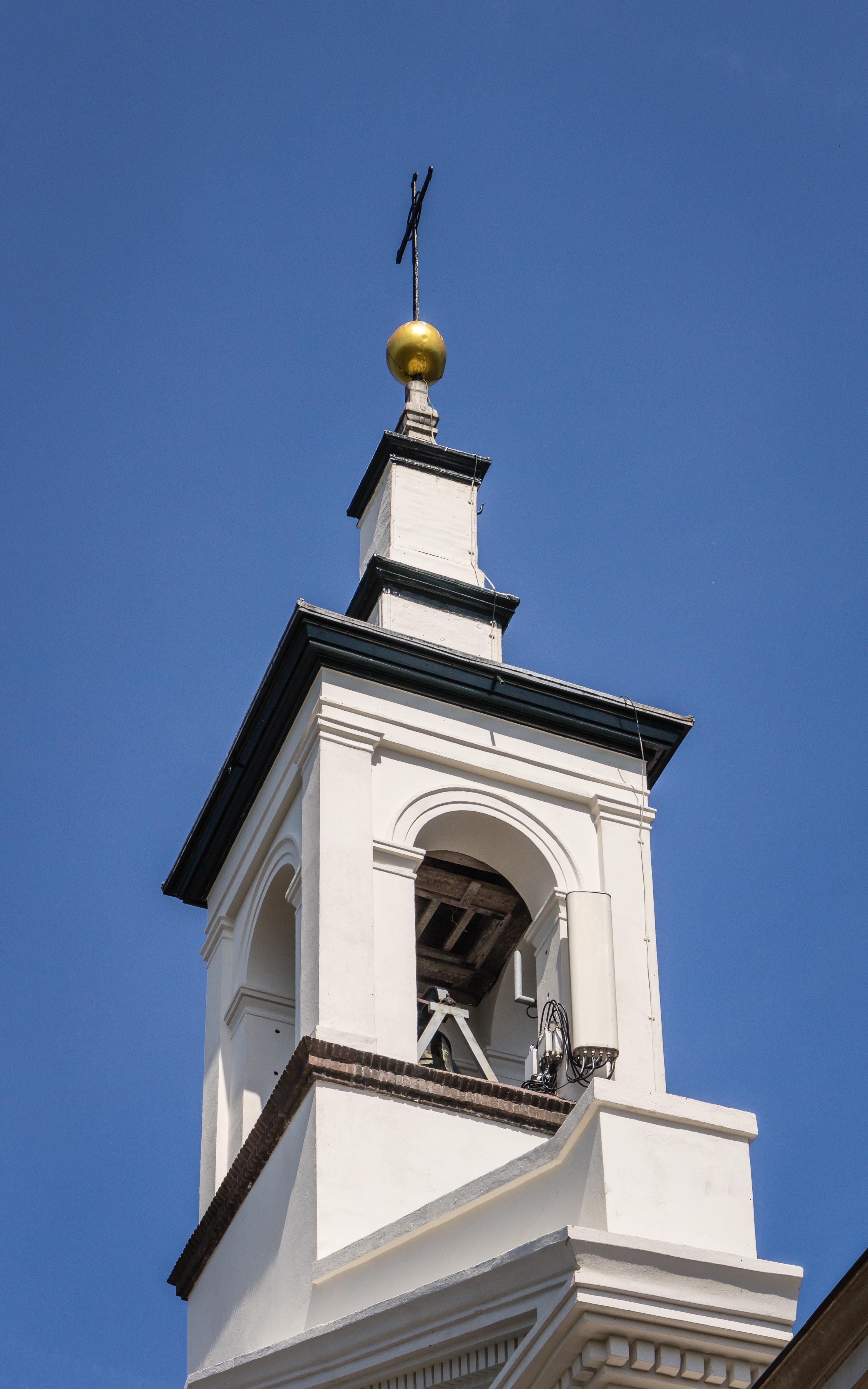
Muiden, H. Nicolaaskerk
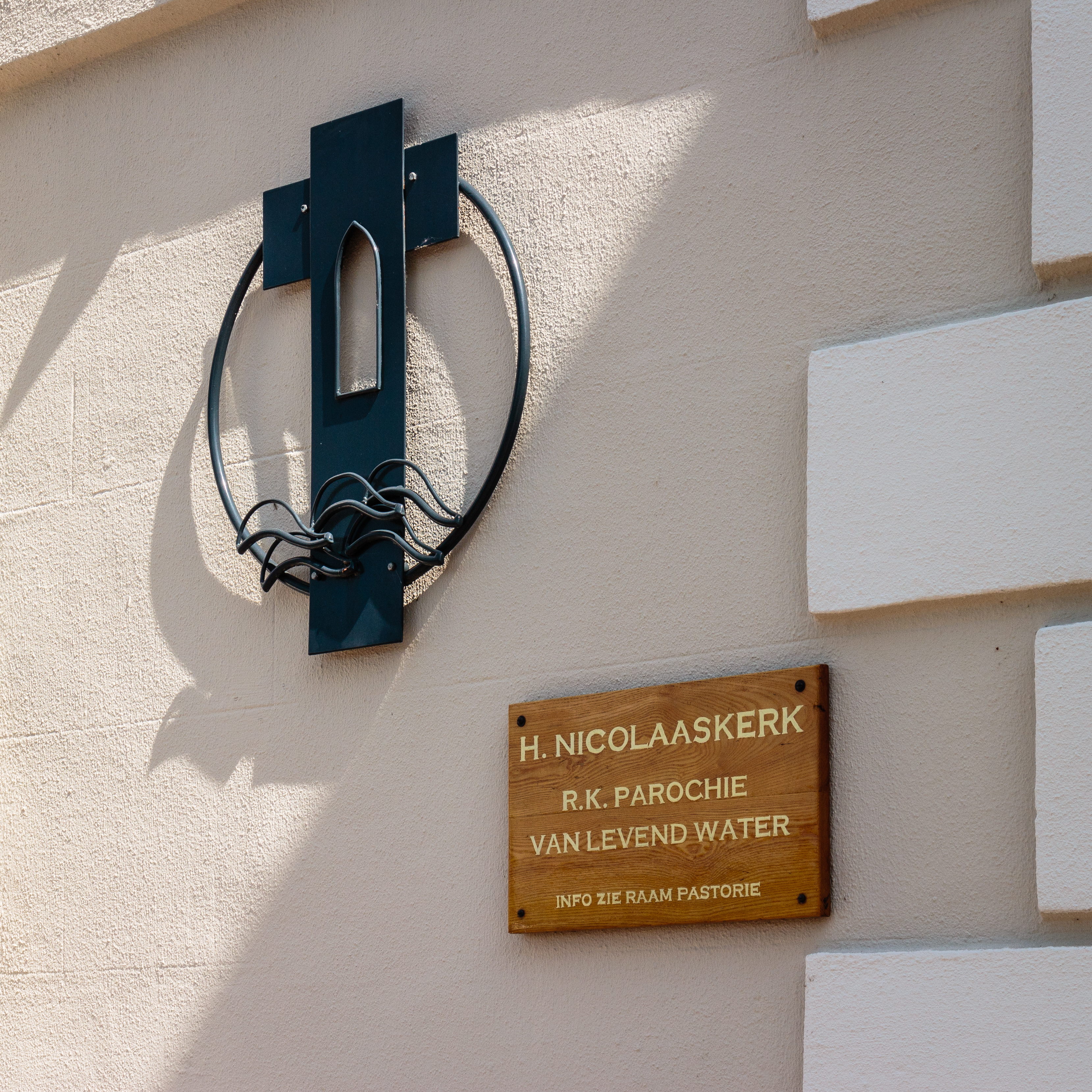
Muiden, H. Nicolaaskerk
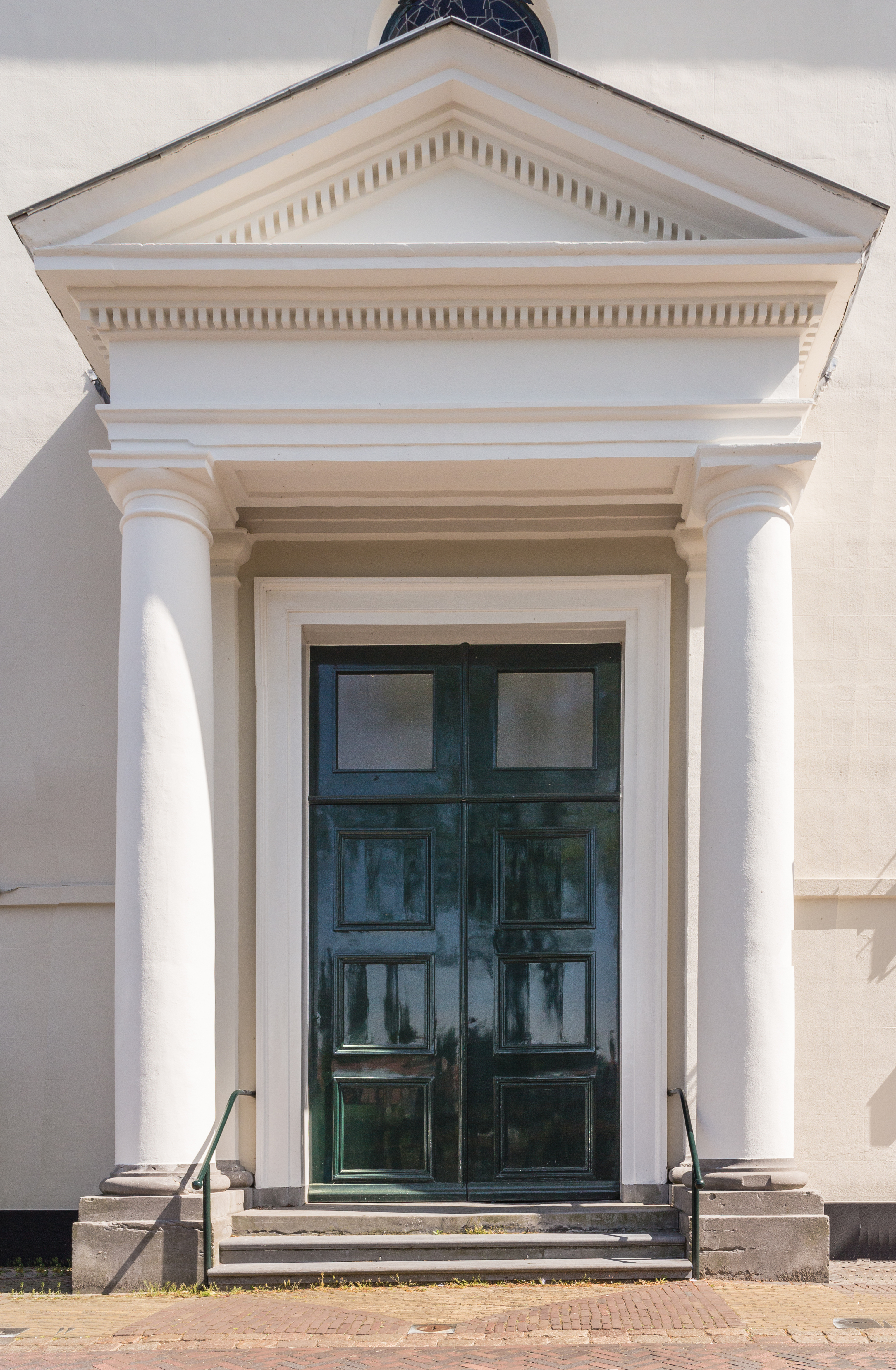
Entree, H. Nicolaaskerk
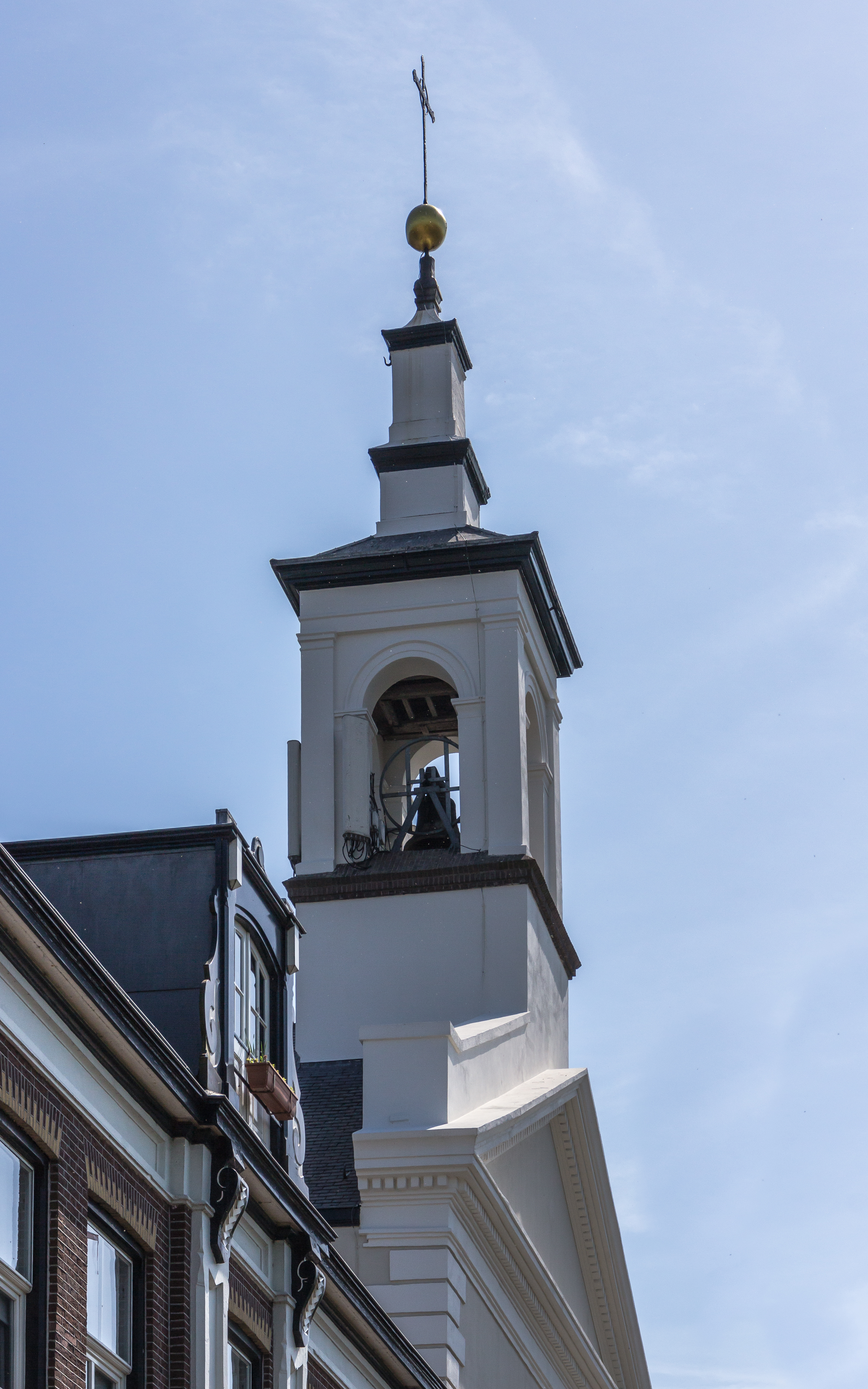
Muiden, H. Nicolaaskerk